# Szaki
Szaki (ukránul: Саки, krími tatár nyelven: Saq) város a Krím félszigeten. A nemzetközi jog értelmében Ukrajna területe, a Krími Autonóm Köztársaság része. Jelenleg, 2014. márciusa óta csak az Oroszország által elismert Krími Köztársaság fennhatósága alatt áll, ami önállónak tekinti magát Ukrajnától. A város népessége 2012-ben 23741 fő volt. Szaki város közelében, Novofedorivka falu mellett volt 2014 tavaszáig az Ukrán Haditengerészeti Légierő egyik bázisa, a szaki légibázis ahol az Ukrán Haditengerészeti Légierő 10. önálló tengerészeti repülődandárja állomásozott.
A városban lőtték agyon Oleh Kologyazsnijt, aki a városi tanács tagja volt.

## Fordítás
Ez a szócikk részben vagy egészben  a   Saky című angol Wikipédia-szócikk ezen változatának fordításán alapul.  Az eredeti cikk szerkesztőit annak laptörténete sorolja fel. Ez a jelzés csupán a megfogalmazás eredetét és a szerzői jogokat jelzi, nem szolgál a cikkben szereplő információk forrásmegjelöléseként.